# Styling
Styling é uma das filosofias do design com ênfase em tornar um produto atraente para o consumidor a fim de vendê-lo. Tal filosofia é oposta ao funcionalismo. O seu maior representante foi Raymond Loewy.
O Styling surgiu nos EUA quase ao mesmo tempo que a quebra na bolsa de valores de 1929, com o intuito de incrementar as vendas e segundo Tomás Maldonado, corresponde a uma modalidade de design industrial que procura fazer o modelo superficialmente atraente, para disfarçar eventuais falhas na qualidade.
Segundo Heskett (1997), o styling está associado à expansão da profissionalização do design nos EUA e responsável pela consolidação da figura do designer como consultor de empresas, firmando parcerias importantes com a indústria norte-americana.
O Styling pode ser visto como uma maneira de renovar um produto sem ter que alterar seu interior e um dos maiores exemplos disso foi no mercado automobilístico da época. Na medida que os carros ford se atualizavam de maneira mecânica, ou seja sua engenharia, os carros da GM mantinham a mesma mecânica porem modificavam seu exterior. Isso agradou as classes mais altas pois com a diferenciação de modelos fica mais fácil ter uma diferenciação da classe social alem de ter mais opções de compra 